# Kanton Baraqueville-Sauveterre
Kanton Baraqueville-Sauveterre (francouzsky Canton de Baraqueville-Sauveterre) je francouzský kanton v departementu Aveyron v regionu Midi-Pyrénées. Tvoří ho 10 obcí.

## Obce kantonu
- Boussac
- Camboulazet
- Baraqueville
- Castanet
- Colombiès
- Gramond
- Manhac
- Moyrazès
- Pradinas
- Sauveterre-de-Rouergue